# Michel Koning
Michel Koning (Purmerend, 1 mei 1984) is een Nederlandse tennisser die in 2004 professional werd. Hij is rechtshandig, meet 1.91 meter en weegt ongeveer 80 kilo.
Hij sloot zijn tennisjeugd af met een prachtig hoogtepunt, namelijk het winnen van het dubbelspel bij de heren junioren in de US Open 2002. Hij won in de finale met tweemaal 6-4 van Brian Baker en Chris Guccione. In het enkelspel van het jeugdtoernooi van Wimbledon behaalde hij hetzelfde jaar de kwartfinale.
Zijn succesvolste jaar is 2008 met drie overwinningen in de futures, twee kwartfinale plaatsen in de challengers en het winnen van de nationale masters in december in Rotterdam met overwinningen in de halve finale op Jesse Huta Galung en in de finale op Thiemo de Bakker. Hij steeg in dat jaar op de wereldranglijst van plaats 525 tot ruim binnen de top-300 en op de Nederlandse ranglijst tot een klassering in de top-vijf. Zijn linkshandig spelende broer Sander Koning hoorde enige jaren bij de beste vijftig tennissers van Nederland.